# 神戸市立六甲山小学校
神戸市立六甲山小学校（こうべしりつ ろっこうさんしょうがっこう）は、兵庫県神戸市灘区六甲山町北六甲にある公立小学校。2020年（令和2年）現在の児童数は63人。

## 概要
標高795 mに位置し、神戸市内で最も高所にある小学校である。毎年二十四節気の霜降の日（学校休日に当たる場合は前の日）にストーブの火入れ式を行っており、京阪神各紙の記事や在阪テレビ局のニュースで晩秋の風物詩として取り上げられる。例年は火起こし器に直接呼気を送り込んで火種に送気するが、2020年（令和2年）は新型コロナウイルス感染症対策で手動ポンプによる送気に変更された。
神戸市立六甲山幼稚園を併設しており、園長は当校校長が兼務している。
開校以来、いずれかの学年に複式学級が存在したが、2002年（平成14年）に小規模特認校制度を導入して以降児童数が増え、2020年（令和2年）に初めて複式学級が解消された。

## 沿革
- 1949年（昭和24年） - 神戸市立唐櫃小学校が六甲山分教場を開設（児童26名）[6]。当時は保養所等があり、住民が多かった[1]。
- 1952年（昭和27年） - 神戸市立六甲山小学校として独立[1]。
- 1958年（昭和33年） - 児童数が過去最多の73人となる[1]。
- 2002年（平成14年） - 小規模特認校となる[1]。
- 2020年（令和2年） - 史上初めて全学年で複式学級が解消される[1]。

## 通学区域
指定校区は神戸市灘区六甲山町だが、特認校であるため希望すれば神戸市内全域から通学が可能である。ほとんどの児童が六甲ケーブル線で通学する。

## 進学先中学校
- 神戸市立鷹匠中学校

## 周辺
- 記念碑台
- 六甲山ホテル
- 神戸市立自然の家
- 神戸市立六甲山牧場
- 神戸ゴルフ倶楽部

## 交通
- 六甲ケーブル線 六甲山上駅より
- 六甲山上バス・六甲摩耶スカイシャトルバス「記念碑台」より徒歩2分
- 阪急バス「六甲山頂（記念碑台）」より

## 通学区域が隣接している学校
- 神戸市立高羽小学校
- 神戸市立鶴甲小学校
- 神戸市立美野丘小学校
- 神戸市立摩耶小学校
- 神戸市立谷上小学校
- 神戸市立唐櫃小学校
- 神戸市立有馬小学校
- 神戸市立本山第三小学校
- 神戸市立本山第二小学校
- 神戸市立渦が森小学校